# Carla Anderson Hills
Carla Anderson Hills (Los Ángeles; 3 de enero de 1934) es una abogada estadounidense. Miembro del Partido Republicano, se desempeñó como la 5.ª secretaria de Vivienda y Desarrollo Urbano de los Estados Unidos bajo la presidencia de Gerald Ford entre 1975 y 1977, y como la 10.ª representante comercial bajo la administración de George H. W. Bush entre 1989 y 1993. Fue la primera mujer en ocupar cada uno de esos puestos y la tercera mujer en servir en el gabinete.

## Biografía

### Primeros años y educación
Nacida Carla Anderson en Los Ángeles, recibió su licenciatura en la Universidad de Stanford, después de estudiar en St Hilda's College, Oxford. Estudió en la Facultad de Derecho de Yale hasta 1958 y se casó con Roderick M. Hills el mismo año.

### Carrera
Fue admitida en el colegio de abogados de California en 1959 y se desempeñó como fiscal adjunto de los Estados Unidos en Los Ángeles de 1959 a 1961. De 1962 a 1974, fue socia de Munger, Tolles, Hills y Rickershauser en Los Ángeles. En 1972, fue profesora adjunta en UCLA. Una autoridad en la práctica federal y la ley antimonopolio, escribió La Práctica Civil Federal y el Asesor Antimonopolio.

#### Representante comercial de los Estados Unidos
Se desempeñó como representante comercial de los Estados Unidos durante la administración de George H. W. Bush entre 1989 y 1993. Estuvo bajo presión para implementar la Ley Ómnibus de Comercio Exterior y Competitividad de 1988 para perseguir a los países que se consideraba que estaban comerciando de manera desleal con los Estados Unidos tan alto como el 100 %. Inicialmente persiguió a Japón, Brasil e India, aunque más tarde la administración Bush decidió que Japón había cambiado de actitud.
Defensora del libre comercio, fue la principal negociadora estadounidense del Tratado de Libre Comercio de América del Norte (TLCAN). En 2000, recibió la Orden Mexicana del Águila Azteca, que es el honor más alto otorgado a los no ciudadanos por el gobierno mexicano. De hecho, fue la primera vez que los mexicano-estadounidenses recibieron este premio desde el 12 de noviembre de 1990 cuando lo recibió el líder sindical, César Chávez.
La prioridad de la administración del presidente George H. W. Bush era forjar el Acuerdo General sobre Aranceles Aduaneros y Comercio (GATT) en la Ronda Uruguay, donde Hills era conocido como una fuerte negociadora.

#### Carrera posterior
Desde 1993, ha trabajado como consultora y oradora pública a través de Hills & Company International Consultants, que se fusionó con Dentons Global Advisors ASG en 2022. Renunció a Time Warner, Inc. con Ted Turner en 2006. Ahora es miembro de juntas asesoras internacionales de American International Group, The Coca-Cola Company, Gilead Sciences, Inc., JP Morgan Chase y Rolls Royce, así como de la junta del US-China Business Council.
Fue una de las fundadoras del Foro de Política Internacional, donde es fideicomisaria.
En julio de 2022, ayudó a fundar un grupo de líderes empresariales y políticos de los Estados Unidos que comparten el objetivo de comprometerse constructivamente con China para mejorar las relaciones entre ambos países.